# Stade municipal de Białystok
Pour les articles homonymes, voir Stade municipal.
Le stade municipal de Białystok (Stadion Miejski w Białymstoku en polonais) est un stade polonais de football situé à Białystok, en Pologne. Construit entre 1971 et 1972, il est utilisé par le Jagiellonia, le principal club de la ville.
Après une longue rénovation (2008-2014), le stade peut désormais accueillir jusqu'à 22 386 personnes.

## Historique

### Construction et évolution du stade
Construit à partir du 7 octobre 1971, le stade municipal de Białystok est inauguré le 22 juillet 1972. Il peut alors accueillir jusqu'à quinze mille personnes. Un an et une modernisation plus tard, sa capacité totale est doublée. Il entre donc dans le top dix des plus grands stades du pays.
Dans les années 1990, le stade municipal tombe en ruine, tout comme les deux clubs qu'il reçoit. En effet, les deux équipes de Białystok (Jagiellonia et Hetman) évoluent en troisième et quatrième division à cette époque. 
Cependant, le Jagiellonia se relève au début du XXIe siècle, tout comme sa situation financière. Dès 2005, alors que le club est pensionnaire de deuxième division et vise la montée dans l'élite, ses dirigeants décident de rénover et d'agrandir le stade, afin par exemple de répondre aux normes de l'UEFA. En 2007, les plans de la société APA Kuryłowicz sont choisis et prévoient de reconstruire le stade deux tribunes à la fois, afin que le Jagiellonia n'ait pas le besoin de « déménager ».

### Une longue rénovation (2008-2014)
En novembre 2008, les travaux, dont le coût est estimé à 156 millions de złotys, commencent. Ils consistent dans un premier temps à démanteler entièrement les structures existantes. À l'origine, ils doivent prendre fin vers la fin 2011, mais des retards repoussent la date à avril 2012, et le stade municipal doit pouvoir accueillir vingt-deux mille cinq-cents personnes. En mai 2010, le groupe français Eiffage devient le principal entrepreneur de la rénovation du stade.
Cependant, un an plus tard, la municipalité constate d'importants retards et malfaçons dans la rénovation, et décide de retirer le contrat à Eiffage, qui est tenu de payer d'importantes indemnités. Une nouvelle phase de réflexion et d'appel d'offres est donc lancée. 
En septembre 2012, les travaux restants sont repris, avec un nouvel accord financier, par les consortiums OHL et Hydrobudowa. Le coût total du projet est réévalué à 254 millions de złotys, et la première phase (construction des deux premières tribunes) doit prendre fin en février 2013 alors que la seconde (livraison finale du stade) doit avoir lieu en début d'année 2014.
En août 2013, les deux premières tribunes sont livrées, et les différentes inspections (effectuées par l'organisateur du championnat, les services de secours...) donnent le feu vert à leur inauguration. Elle se tient le 24 août, date à laquelle le Jagiellonia affronte le Pogoń Szczecin. Le stade peut alors accueillir environ 7 700 personnes, jusqu'à ce que les travaux prennent fin onze mois plus tard selon les prévisions.
En octobre 2014, la rénovation du stade prend fin, et son inauguration officielle a lieu le 18 octobre contre le Pogoń Szczecin (victoire cinq à zéro). Ce soir là, 21 196 personnes assistent à la rencontre,.

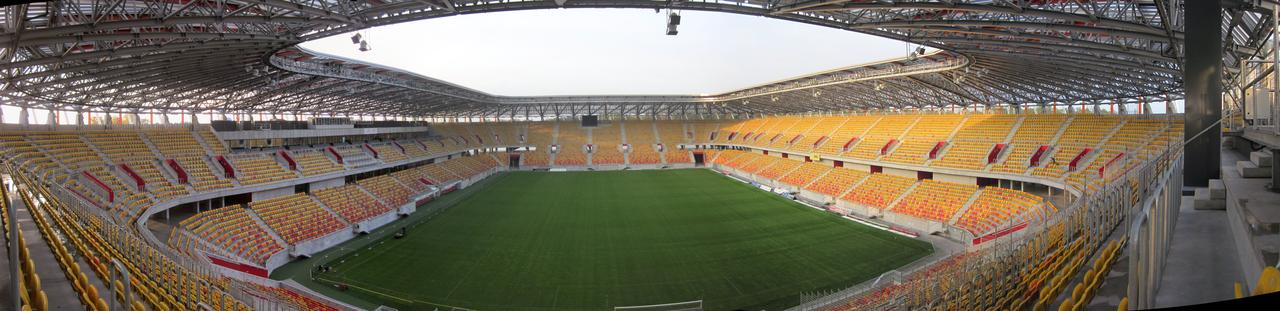
Une vue panoramique de l'intérieur du stade